# Freiburger Schauspielschule im E-Werk

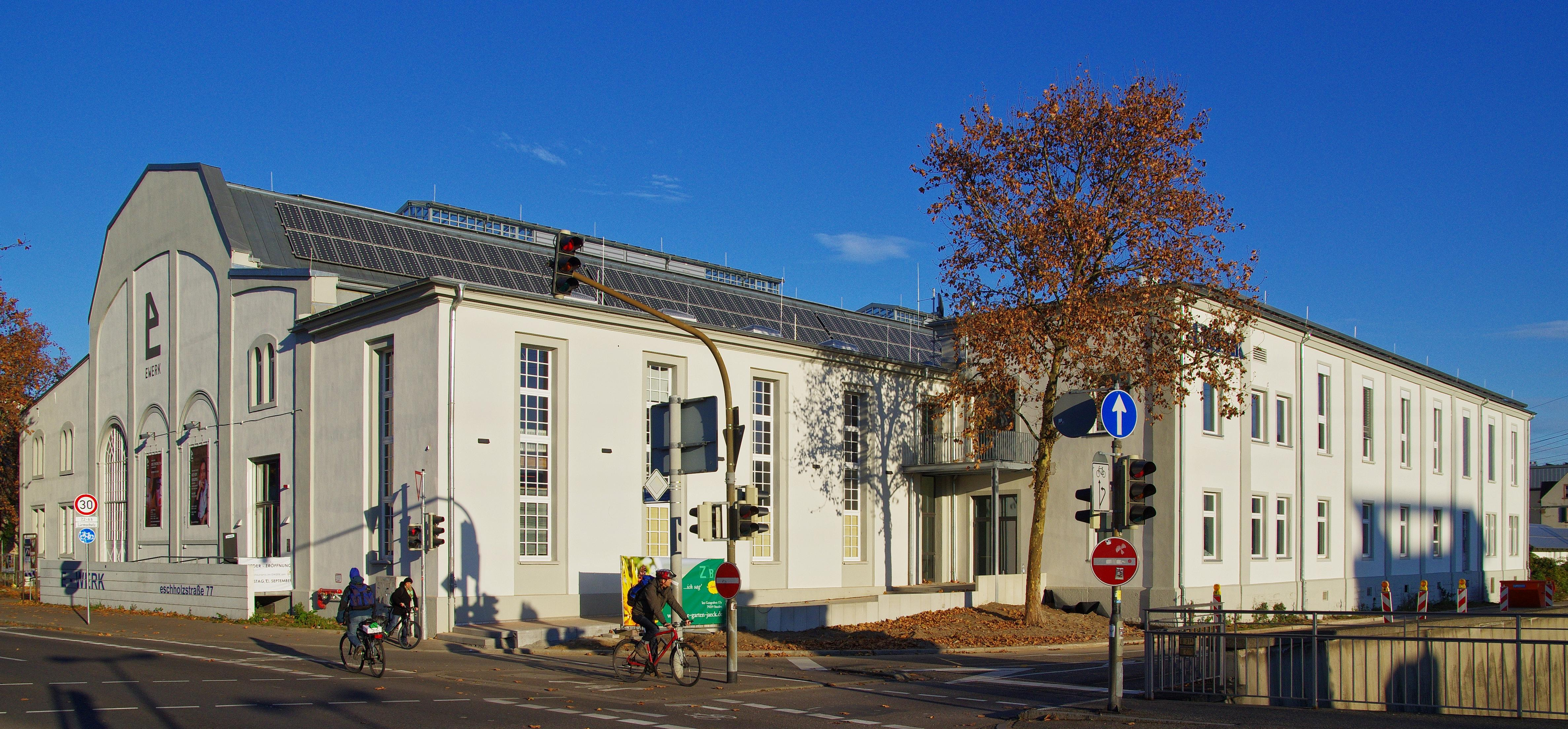
Kulturzentrum E-Werk (2011)

Die Freiburger Schauspielschule im E-Werk wurde 1985 in Freiburg im Breisgau gegründet und  ist heute eine staatlich anerkannte Berufsfachschule mit dem Abschluss „Bühnenreife“. Sie hat ihren Sitz im Kulturzentrum E-Werk.
Die Ausbildung erstreckt sich auf vier Schuljahre. Sie gliedert sich in Grundstudium und Hauptstudium mit jeweils vier Semestern. Eine Förderung der Auszubildenden nach dem Bafög ist bei Erfüllung der Voraussetzungen möglich.
Das Studium ist systematisch aufgebaut. Lehrinhalte, Lehrziele, Stoffverteilungspläne sowie Prüfungs- und Schulordnung wurden fachlich begutachtet und sind vom Kultusministerium Baden-Württemberg approbiert. Qualifizierte und erfahrene Lehrkräfte unterrichten die angebotenen Fächer. Der Unterricht umfasst bis zu 32 Unterrichtsstunden wöchentlich, zusätzlich finden Proben statt für Stücke, die aufgeführt werden. Die Probendisposition wird vom Regisseur festgelegt.
Die öffentlichen Auftritte ermöglichen den angehenden Schauspielern schon während der Ausbildung, praktische Erfahrungen durch die Arbeit unter professionellen Bedingungen zu sammeln: die Arbeit mit dem Regisseur, Spielen vor Publikum und Theaterkritikern.
Um den aktuellen Ansprüchen des Schauspielerberufs gerecht zu werden, hat die Freiburger Schauspielschule ihr Ausbildungsangebot zum Wintersemester 2008 um das Unterrichtsfach Filmschauspiel/Camera-acting erweitert.
Bekannte Schüler der Einrichtung sind Mark Keller, Sarah Mühlhause, Moritz Tittel, Kai Albrecht, Marian Meder, Florian Rexer, Carola Sigg und Pascal Voggenhuber.